# Bradford City Association Football Club 2017-2018
Questa voce raccoglie le informazioni riguardanti il Bradford City Association Football Club nelle competizioni ufficiali della stagione 2017-2018.

## Rosa
Rosa aggiornata al 2 febbraio 2018
| N. |                             | Ruolo | Calciatore                 |
| -- | --------------------------- | ----- | -------------------------- |
| 1  | Irlanda (bandiera)          | P     | Colin Doyle                |
| 2  | Australia (bandiera)        | D     | Ryan McGowan               |
| 3  | Zimbabwe (bandiera)         | D     | Adam Chicksen              |
| 4  | Inghilterra (bandiera)      | C     | Jake Reeves                |
| 5  | Inghilterra (bandiera)      | D     | Matthew Kilgallon          |
| 6  | Francia (bandiera)          | C     | Romain Vincelot (capitano) |
| 7  | Inghilterra (bandiera)      | C     | Nicky Law                  |
| 8  | Francia (bandiera)          | C     | Timothée Dieng             |
| 9  | Inghilterra (bandiera)      | A     | Charlie Wyke               |
| 10 | Inghilterra (bandiera)      | A     | Paul Taylor                |
| 11 | Inghilterra (bandiera)      | A     | Dominic Poleon             |
| 12 | Germania (bandiera)         | P     | Rouven Sattelmaier         |
| 14 | Irlanda del Nord (bandiera) | A     | Shay McCartan              |
| 15 | Inghilterra (bandiera)      | D     | Stephen Warnock            |
| 16 | Inghilterra (bandiera)      | D     | Jacob Hanson               |
| 17 | Inghilterra (bandiera)      | C     | Alex Gilliead              |
| 18 | Inghilterra (bandiera)      | C     | Callum Guy                 |

| N. |                             | Ruolo | Calciatore                |
| -- | --------------------------- | ----- | ------------------------- |
| 19 | Inghilterra (bandiera)      | A     | Alex Jones                |
| 21 | Germania (bandiera)         | A     | Kai Brünker               |
| 22 | Inghilterra (bandiera)      | D     | Nathaniel Knight-Percival |
| 23 | Germania (bandiera)         | P     | Lukas Raeder              |
| 24 | Inghilterra (bandiera)      | C     | Danny Devine              |
| 25 | Inghilterra (bandiera)      | C     | Reece Webb-Foster         |
| 27 | Inghilterra (bandiera)      | A     | Jordan Gibson             |
| 29 | Inghilterra (bandiera)      | D     | Anthony McMahon           |
| 30 | Irlanda del Nord (bandiera) | D     | Lachlan Barr              |
| 31 | Inghilterra (bandiera)      | C     | Curtis Peters             |
| 32 | Inghilterra (bandiera)      | C     | Ellis Hudson              |
| 33 | Inghilterra (bandiera)      | D     | Alex Laird                |
| 34 | Inghilterra (bandiera)      | A     | Omari Patrick             |
| 35 | Inghilterra (bandiera)      | D     | Tyrell Robinson           |
| 36 | Inghilterra (bandiera)      | C     | Callum Gunner             |
| 37 | Inghilterra (bandiera)      | A     | Joel Grodowski            |